# Maiaciînka, Ceaplînka
Maiaciînka (în ucraineană Маячинка) este un sat în comuna Șevcenka din raionul Ceaplînka, regiunea Herson, Ucraina.

## Demografie
Componența lingvistică a localității Maiaciînka
     Ucraineană (81,08%)
     Rusă (18,92%)
Conform recensământului din 2001, majoritatea populației localității Maiaciînka era vorbitoare de ucraineană (81,08%), existând în minoritate și vorbitori de rusă (18,92%).